# Паша (титул)
Паша́ (сокращ. персидск. «падишах» — верховный правитель; тур. paşa, осман. پاشا‎ — paşa, от перс. پادشاه‎, восходящего к др.-перс. pāti-xšāya- — правитель) — высокий титул в политической системе Османской империи, в Египте (до 1952 года) и некоторых других мусульманских государствах и странах.
В военном деле Порты, из двух- (ферик, дивизионный командир) и трёхбунчужных (мушир, генерал-аншеф) пашей, избирался главный начальник действующих войск — Сераскир. В османских цивильных делах провинция, подчиненная власти паши, называлась Пашалык.

## Официальное применение титула
«Пашой» именовали, как правило, преимущественно высших военных чинов. В качестве почётного титула «паша» примерно равен генералу. Только османский султан и (делегированием) хедив Египта могли жаловать титулом паши. Изначально титул дополнял исключительно заслуги военачальников, но впоследствии девальвировался и мог применяться по отношению к любому высокопоставленному официальному лицу или вообще лицу постороннему, удостоенному подобной чести. Выше пашей стояли хедивы и визири (визирь — заместитель правителя в его отсутствие), ниже — беи.
Существовали паши трёх степеней — бейлербей-паша, мирмиран-паша и мирлива-паша, что отмечалось числом конских хвостов (бунчуг), павлиньих хвостов или хвостов яков, четыре хвоста носил только сам султан как верховный военачальник.

## Неофициальное применение титула паши́
Неофициально титула «паша» удостоились многие русские начальники:
- Фельдмаршал (впоследствии генералиссимус) Александр Васильевич Суворов — «Топал-паша» (то есть Хромой генерал)[5].
- Генерал Михаил Дмитриевич Скобелев — «Ак-паша» (что значит Белый генерал)[6].
- Выдающийся адмирал Фёдор Фёдорович Ушаков — «Ушак-паша»[7].

Неофициального титула «Красный паша» удостоился дипломат, первый полпред СССР в арабских странах мусульманин-коммунист Карим Хакимов, по национальности татарин.
Зеки Мюрен (тур. Zeki Müren, 1931—1996)， турецкий певец, композитор, актёр и поэт， был известен как «Солнце от мира искусства» и «Паша». 

## Известные Паши
Мустафа Кемаль Паша
Энвер-паша
Мехмед Талаат-паша
Ахмед Джемаль-паша
Андраник Паша
Мухаммад Али Паша
Ахмед Мухтар-паша
Осман Нури-паша
Доницетти Паша
Гордон Паша
Уильям Паша